# Liste des lieux patrimoniaux des comtés unis de Leeds et Grenville
Cet article recense les lieux patrimoniaux des comtés unis de Leeds et Grenville inscrits au répertoire des lieux patrimoniaux du Canada, qu'ils soient de niveau provincial, fédéral ou municipal.

## Liste
| [ 1 ] | Lieu patrimonial                                             | Illustration                                          | Municipalité                                           | Adresse                                       | Coordonnées        | No    | Constr.              | Prot.                                    | Rec. | Notes |
| ----- | ------------------------------------------------------------ | ----------------------------------------------------- | ------------------------------------------------------ | --------------------------------------------- | ------------------ | ----- | -------------------- | ---------------------------------------- | ---- | ----- |
| F     | Homewood                                                     | Homewood                                              | Augusta                                                | Highway 2                                     | 44.6333 -75.6167   | 12013 | 1801                 | LHN                                      | 1982 |       |
| P     | Homewood                                                     | Homewood                                              | Augusta                                                | 1372, County Road 2                           | 44.6558 -75.5881   | 8870  | 1800                 | Ontario Heritage Foundation Property     | 1974 |       |
| F     | Ancien bureau de poste de Brockville                         | Ancien bureau de poste de Brockville                  | Brockville                                             | 14 Court House Avenue                         | 44.5899 -75.6847   | 1135  | 1886                 | LHN                                      | 1983 |       |
| F     | Fulford Place                                                | Fulford Place                                         | Brockville                                             | 287 King Street East                          | 44.598 -75.671     | 10173 | 1901                 | LHN                                      | 1992 |       |
| F     | Manège militaire                                             | Téléverser                                            | Brockville                                             | 1-9 East Avenue                               | 44.5944 -75.6778   | 4809  | 1901                 | Recognized Federal Heritage Building     | 1990 |       |
| F     | Palais de justice des comtés de Leeds et de Grenville        | Palais de justice des comtés de Leeds et de Grenville | Brockville                                             | 1 Court House Square                          | 44.591 -75.6859    | 7635  | 1844                 | LHN                                      | 1966 |       |
| F     | Abri de pique-nique de l'île Adelaide                        | Téléverser                                            | Front of Yonge (en)                                    | Île Adelaide Parc national des Mille-Îles     | 44.4344 -75.8399   | 11128 | 1935                 | Recognized Federal Heritage Building     | 1995 |       |
| F     | Île Bridge / Île Chimney                                     | Téléverser                                            | Front of Yonge (en)                                    | Île Chimney                                   | 44.4686 -75.8342   | 17987 | 1814                 | LHN                                      | 1936 |       |
| F     | Limberlost                                                   | Limberlost                                            | Front of Yonge (en)                                    | Pointe Batterman Parc national des Mille-Îles | 44.3655 -75.9544   | 11130 | 1920                 | Recognized Federal Heritage Building     | 1995 |       |
| F     | Pavillon de Mallorytown Landing                              | Téléverser                                            | Front of Yonge (en)                                    | Parc national des Mille-Îles                  | 44.4514 -75.8591   | 11125 | 1904                 | Recognized Federal Heritage Building     | 1995 |       |
| F     | Abri                                                         | Téléverser                                            | Leeds and the Thousand Islands                         | Île Beaurivage Parc national des Mille-Îles   | 44.3035 -76.1874   | 14861 | 1950                 | Recognized Federal Heritage Building     | 1995 |       |
| F     | Abri de pique-nique de l’île Aubrey                          | Téléverser                                            | Leeds and the Thousand Islands                         | Île Aubrey Parc national des Mille-Îles       | 44.2958 -76.193    | 11093 | 1935                 | Recognized Federal Heritage Building     | 1995 |       |
| F     | Belvédère                                                    | Belvédère                                             | Leeds and the Thousand Islands                         | Parc national des Mille-Îles                  | 44.3667 -75.9537   | 11355 | 1920                 | Recognized Federal Heritage Building     | 1995 |       |
| F     | Château d'eau                                                | Téléverser                                            | Leeds and the Thousand Islands                         | Pointe Batterman Parc national des Mille-Îles | 44.3663 -75.9534   | 11131 | 1920                 | Recognized Federal Heritage Building     | 1995 |       |
| F     | Complexe de la pointe Batterman                              | Téléverser                                            | Leeds and the Thousand Islands                         | Pointe Batterman Parc national des Mille-Îles | 44.366 -75.9541    | 11620 | 1920                 | Recognized Federal Heritage Building     | 1995 |       |
| F     | Ferme Massey                                                 | Téléverser                                            | Leeds and the Thousand Islands                         | Parc national des Mille-Îles                  | 44.425 -75.8502    | 11510 | 1930                 | Recognized Federal Heritage Building     | 1995 |       |
| F     | Forges de Lansdowne                                          | Téléverser                                            | Leeds and the Thousand Islands                         | Route de comté 33                             | 44.5493 -76.126    | 18951 | 1812                 | LHN                                      | 1932 |       |
| F     | Pavillon de l’île Gordon                                     | Téléverser                                            | Leeds and the Thousand Islands                         | Parc national des Mille-Îles                  | 44.3309 -76.1021   | 10048 | 1904                 | Classified Federal Heritage Building     | 1995 |       |
| F     | Pavillon de la partie ouest de l’île Grenadier               | Téléverser                                            | Leeds and the Thousand Islands                         | Parc national des Mille-Îles                  | 44.3834 -75.9056   | 11060 | 1904                 | Recognized Federal Heritage Building     | 1995 |       |
| M     | Aaron Merrick House                                          | Aaron Merrick House                                   | Merrickville-Wolford                                   | 905, St. Lawrence Street                      | 44.9102 -75.8355   | 17601 | 1845 (vers)          | Municipal Heritage Designation (Part IV) | 1978 |       |
| F     | Blockhaus de Merrickville                                    | Téléverser                                            | Merrickville-Wolford                                   | 279 Saint Lawrence Street                     | 44.9168 -75.8375   | 7445  | 1833                 | LHN                                      | 1939 |       |
| F     | Blockhaus de Merrickville                                    | Blockhaus de Merrickville                             | Merrickville-Wolford                                   | 279 Saint Lawrence Street                     | 44.9168 -75.8375   | 4358  | 1832                 | Classified Federal Heritage Building     | 1992 |       |
| F     | Fonderie                                                     | Téléverser                                            | Merrickville-Wolford                                   | Poste d'éclusage de Merrickville              | 44.9177 -75.837    | 11071 | 1850                 | Recognized Federal Heritage Building     | 1992 | [ 3 ] |
| M     | Hutchins-Heroux Commercial Building                          | Hutchins-Heroux Commercial Building                   | Merrickville-Wolford                                   | 212, St. Lawrence Street                      | 44.9153 -75.8367   | 17602 | 1860 et 1870 (entre) | Municipal Heritage Designation (Part IV) | 1979 |       |
| P     | Jakes-McLean Block                                           | Téléverser                                            | Merrickville-Wolford                                   | 105, St. Lawrence Street                      | 44.916 -75.8367    | 7694  | 1863                 | Ontario Heritage Foundation Easement     | 1978 |       |
| F     | Résidence fortifiée du maître-éclusier                       | Téléverser                                            | Merrickville-Wolford                                   | Poste d'éclusage de Clowes                    | 44.945 -75.822     | 10924 | 1838                 | Recognized Federal Heritage Building     | 1992 | [ 3 ] |
| F     | Résidence fortifiée du maître-éclusier                       | Téléverser                                            | Merrickville-Wolford                                   | Poste d'éclusage de Nicholsons                | 44.9508 -75.8174   | 10946 | 1838                 | Recognized Federal Heritage Building     | 1992 | [ 3 ] |
| F     | Canal Rideau                                                 | Canal Rideau                                          | Merrickville-Wolford North Grenville Rideau Lakes (en) |                                               | 44.7029 -76.2955   | 5727  | 1837                 | LHN                                      | 1925 | [ 4 ] |
| M     | 8, Mary Street                                               | Téléverser                                            | North Grenville                                        | 8, Mary Street                                | 45.0149 -75.6412   | 17301 | 1867 (vers)          | Municipal Heritage Designation (Part IV) | 2003 |       |
| M     | Actons Corners School                                        | Téléverser                                            | North Grenville                                        | 1631, Highway 43                              | 45.0056 -75.6844   | 17302 | 1905                 | Municipal Heritage Designation (Part IV) | 1997 |       |
| F     | Mairie du canton d'Oxford-on-Rideau                          | Téléverser                                            | North Grenville                                        | 100, Maplewood Street                         | 44.9667 -75.6833   | 7690  | 1875                 | LHN                                      | 1984 | [ 5 ] |
| M     | Kemptville Public Library                                    | Téléverser                                            | North Grenville                                        | 207, Prescott Street                          | 45.0149 -75.6447   | 17321 | 1912                 | Municipal Heritage Designation (Part IV) | 2001 |       |
| M     | Lyman Clothier House                                         | Téléverser                                            | North Grenville                                        | 8, Clothier Street West                       | 45.016 -75.648     | 17384 | 1842                 | Municipal Heritage Designation (Part IV) | 2002 |       |
| M     | Maplewood Hall                                               | Téléverser                                            | North Grenville                                        | 92, Maplewood Avenue                          | 44.963 -75.6784    | 17383 | 1875                 | Municipal Heritage Designation (Part IV) | 1994 |       |
| M     | Oxford-on-Rideau Township Hall                               | Téléverser                                            | North Grenville                                        | 100, Maplewood Avenue                         | 44.9667 -75.6833   | 17382 | 1875                 | Municipal Heritage Designation (Part IV) | 1993 | [ 6 ] |
| F     | Ancienne gare ferroviaire de Grand Tronc (Canadien National) | Téléverser                                            | Prescott                                               | St. Lawrence and Railway Streets              | 44.711 -75.525     | 4550  | 1855                 | Heritage Railway Station                 | 1992 |       |
| F     | Bataille du Moulin-à-Vent                                    | Bataille du Moulin-à-Vent                             | Prescott                                               | County Road 2 East                            | 44.7211 -75.4869   | 13962 |                      | LHN                                      | 1920 |       |
| F     | Bâtiment des latrines                                        | Téléverser                                            | Prescott                                               |                                               | 44.7131 -75.509    | 9797  | 1839                 | Recognized Federal Heritage Building     | 1993 |       |
| F     | Blockhaus                                                    | Téléverser                                            | Prescott                                               |                                               | 44.7129 -75.508    | 9818  | 1839                 | Classified Federal Heritage Building     | 1993 |       |
| F     | Caponnière                                                   | Téléverser                                            | Prescott                                               |                                               | 44.7124 -75.5082   | 10099 | 1839                 | Recognized Federal Heritage Building     | 1994 |       |
| F     | Fort Wellington                                              | Téléverser                                            | Prescott                                               | King Street                                   | 44.7131 -75.509    | 7618  | 1814                 | LHN                                      | 1920 |       |
| F     | Gare du Grand Tronc à Prescott                               | Gare du Grand Tronc à Prescott                        | Prescott                                               | 820 St. Lawrence Street                       | 44.711 -75.5246    | 7659  | 1855                 | LHN                                      | 1973 |       |
| F     | Logements des officiers                                      | Téléverser                                            | Prescott                                               |                                               | 44.7131 -75.509    | 9786  | 1839                 | Recognized Federal Heritage Building     | 1993 |       |
| F     | Tour du moulin à vent                                        | Tour du moulin à vent                                 | Prescott                                               |                                               | 44.713 -75.5091    | 4736  | 1832                 | Classified Federal Heritage Building     | 1989 |       |
| F     | Atelier du forgeron                                          | Atelier du forgeron                                   | Rideau Lakes (en)                                      |                                               | 44.5459 -76.2382   | 9819  | 1843                 | Classified Federal Heritage Building     | 1990 |       |
| F     | Blockhaus                                                    | Blockhaus                                             | Rideau Lakes (en)                                      | Poste d'éclusage de Narrows                   | 44.703 -76.295     | 10858 | 1833                 | Recognized Federal Heritage Building     | 1990 |       |
| F     | Blockhaus                                                    | Blockhaus                                             | Rideau Lakes (en)                                      | Poste d'éclusage de Newboro                   | 44.64734 -76.32165 | 10991 | 1833                 | Recognized Federal Heritage Building     | 1990 | [ 3 ] |
| M     | Elgin United Church                                          | Elgin United Church                                   | Rideau Lakes (en)                                      | 77, Main Street                               | 44.61 -76.2187     | 8344  | 1894                 | Municipal Heritage Designation (Part IV) | 1986 |       |
| M     | Emmanuel Anglican Church                                     | Emmanuel Anglican Church                              | Rideau Lakes (en)                                      | 2767, Highway 15                              | 44.6878 -76.2042   | 8411  | 1861                 | Municipal Heritage Designation (Part IV) | 1984 |       |
| F     | Dépôt, bureau de l'écluse                                    | Téléverser                                            | Rideau Lakes (en)                                      | Poste d'éclusage de Davis                     | 44.563 -76.291     | 10884 | 1875                 | Recognized Federal Heritage Building     | 1990 |       |
| M     | The Horace Sheldon House                                     | Téléverser                                            | Rideau Lakes (en)                                      | 3196, Sheldon Road                            | 44.6939 -76.2193   | 17282 | 1865                 | Municipal Heritage Designation (Part IV) | 1985 |       |
| M     | John Green House                                             | Téléverser                                            | Rideau Lakes (en)                                      | 2346, Harlem Road                             | 44.6732 -76.1496   | 9559  |                      | Municipal Heritage Designation (Part IV) | 1985 |       |
| M     | The Guthrie House                                            | The Guthrie House                                     | Rideau Lakes (en)                                      | 10, Perth Street                              | 44.6081 -76.223    | 8483  | 1886                 | Municipal Heritage Designation (Part IV) | 1990 |       |
| F     | Maison fortifiée du maître-éclusier                          | Maison fortifiée du maître-éclusier                   | Rideau Lakes (en)                                      | Poste d'éclusage de Chaffeys                  | 44.5789 -76.3194   | 4765  | 1848                 | Recognized Federal Heritage Building     | 1990 |       |
| F     | Maison fortifiée du maître-éclusier                          | Téléverser                                            | Rideau Lakes (en)                                      | Poste d'éclusage de Davis                     | 44 -76             | 16782 | 1842                 | Recognized Federal Heritage Building     | 1989 | [ 3 ] |
| M     | Morton-McLeod House                                          | Téléverser                                            | Rideau Lakes (en)                                      | 12, Queen Street                              | 44.5377 -76.1983   | 17281 | 1855                 | Municipal Heritage Designation (Part IV) | 1983 |       |
| M     | Old Stone Mill                                               | Old Stone Mill                                        | Rideau Lakes (en)                                      | 4, Court Street                               | 44.6105 -76.1235   | 8427  |                      | Municipal Heritage Designation (Part IV) | 1978 |       |
| M     | Pennock-St. Pierre House                                     | Téléverser                                            | Rideau Lakes (en)                                      | 176, Charland Road                            | 44.6244 -76.2199   | 8468  |                      | Municipal Heritage Designation (Part IV) | 1983 |       |
| M     | Philo Hicock House                                           | Philo Hicock House                                    | Rideau Lakes (en)                                      | 8, King Street                                | 44.6196 -76.1245   | 8431  |                      | Municipal Heritage Designation (Part IV) | 1984 |       |
| M     | Red Brick School                                             | Red Brick School                                      | Rideau Lakes (en)                                      | 48, Halladay Street                           | 44.608 -76.2195    | 8432  | 1887                 | Municipal Heritage Designation (Part IV) | 1986 |       |
| F     | Résidence fortifiée du maître-éclusier                       | Résidence fortifiée du maître-éclusier                | Rideau Lakes (en)                                      | Poste d'éclusage de Jones Falls               | 44.547 -76.238     | 10992 | 1841                 | Recognized Federal Heritage Building     | 1990 | [ 3 ] |
| F     | Résidence fortifiée du maître-éclusier                       | Téléverser                                            | Rideau Lakes (en)                                      | Poste d'éclusage de Poonamalie                | 44.893 -76.056     | 10916 | 1841                 | Recognized Federal Heritage Building     | 1992 | [ 3 ] |
| M     | St. Paul's Anglican Church                                   | St. Paul's Anglican Church                            | Rideau Lakes (en)                                      | 77, King Street                               | 44.6074 -76.1217   | 8480  | 1811                 | Municipal Heritage Designation (Part IV) | 1977 |       |
| M     | St. Peter's Anglican Church                                  | St. Peter's Anglican Church                           | Rideau Lakes (en)                                      | 3600, Newboyne Road                           | 44.7337 -76.1101   | 8476  | 1889                 | Municipal Heritage Designation (Part IV) | 1984 |       |
| F     | Vieux moulin en pierre                                       | Téléverser                                            | Rideau Lakes (en)                                      | Highway 42                                    | 44.6102 -76.1224   | 12127 | 1810                 | LHN                                      | 1970 |       |
| F     | Villa                                                        | Téléverser                                            | Rideau Lakes (en)                                      | Île Colonel By                                | 44.7355 -76.2212   | 10326 | 1949                 | Recognized Federal Heritage Building     | 1989 |       |
| M     | David Laidlaw House                                          | Téléverser                                            | Westport (en)                                          | 328, Centreville Road                         | 44.6767 -76.3973   | 8350  | 1852                 | Municipal Heritage Designation (Part IV) | 1986 |       |